# Hellenistische Siedlung von Xerokambos

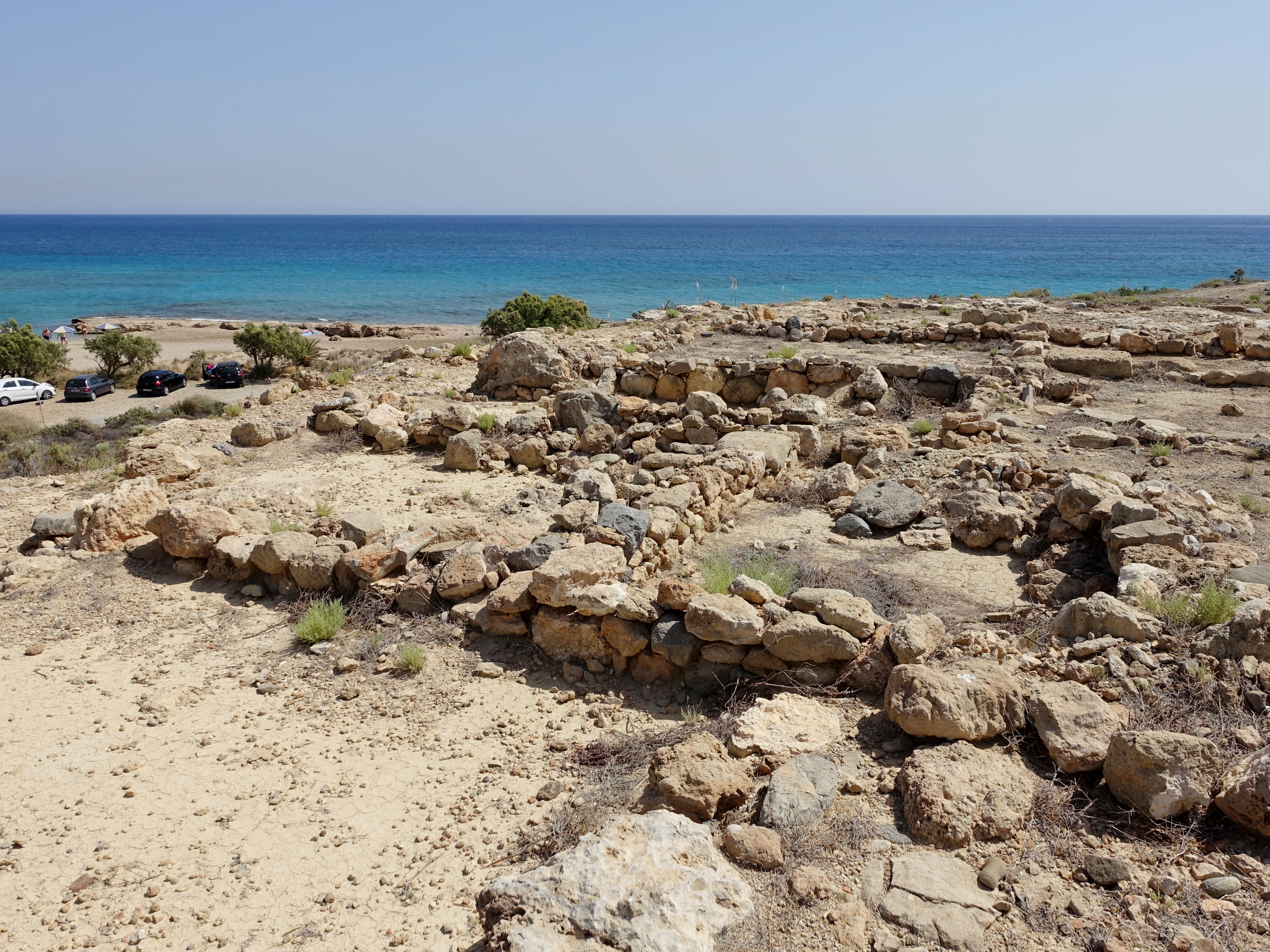
Grundmauern der hellenistischen Siedlung

Die hellenistische Siedlung von Xerokambos (neugriechisch Ελληνιστικός οικισμός Ξερόκαμπου Ellinistikos ikismos Xerokambou) bezeichnet eine archäologische Ausgrabungsstätte im Südosten der griechischen Insel Kreta. Sie befindet sich in der Gemeinde Sitia des Regionalbezirks Lasithi am südöstlichen Ortsrand von Xerokambos (Ξερόκαμπος).

## Lage und Geschichte

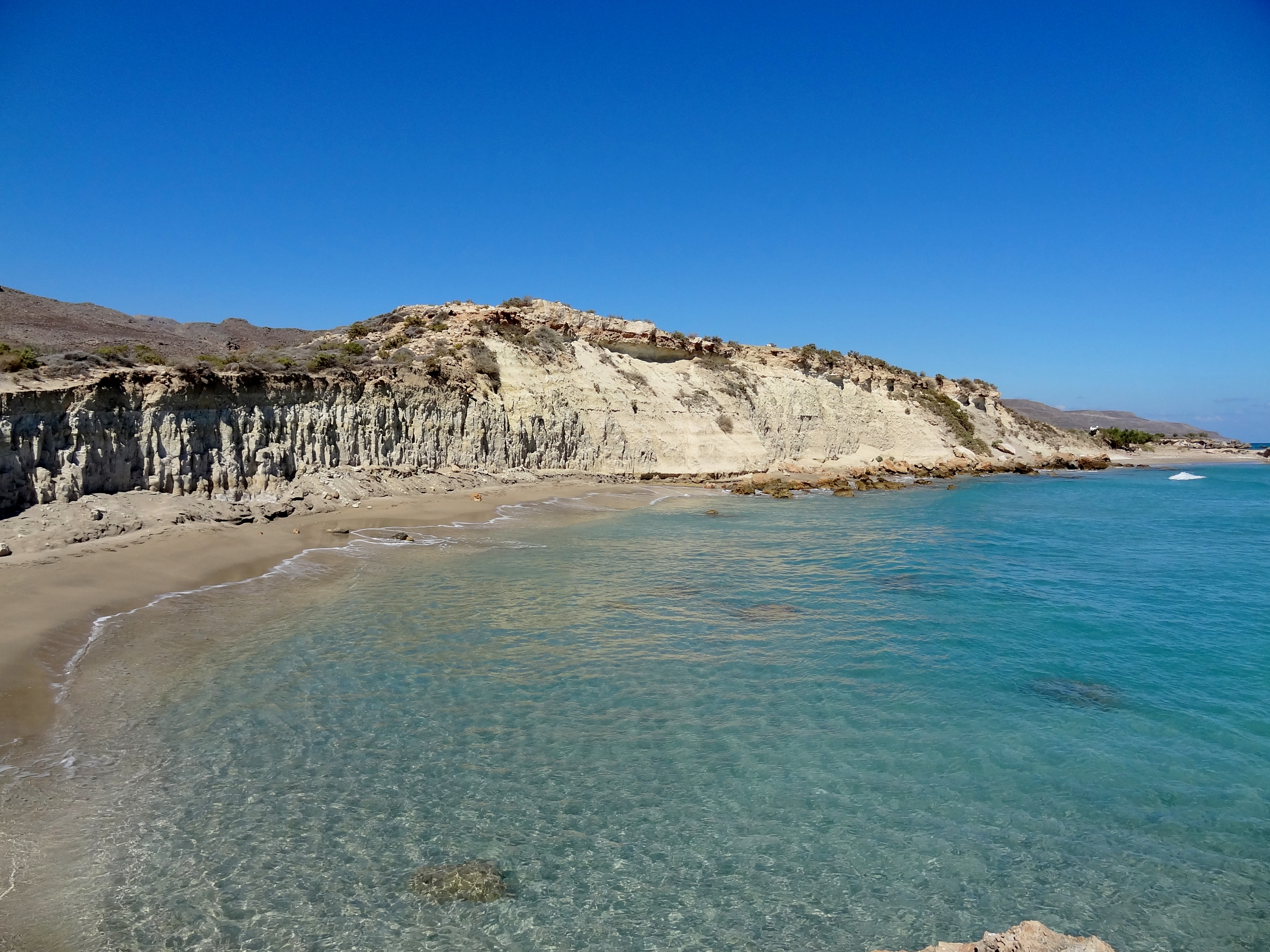
Südostseite des Farmakokefalo

Die Ausgrabungsstätte liegt nordöstlich der kleinen Halbinsel Trachilos (Τράχηλος ‚Hals‘) an der Küste des Levantinischen Meeres, einem Teil des Mittelmeeres. Die Siedlungsreste nehmen den nördlichen Bereich des nur etwa 15 Meter hohen Hügels Farmakokefalo (Φαρμακοκέφαλο) oberhalb der Strände Chiona (Παραλία Χιόνα) und Argilos (Παραλία Άργιλος) ein. Etwa 60 Meter nordöstlich der hellenistischen Siedlung führt eine Straße zur Strandbebauung von Vourlia (Παραλία Βούρλια) im Nordosten. Von der Straße, an der sich vor den Stränden von Vourlia und Chiona ein unbefestigter Parkplatz befindet, geht ein befahrbarer Weg auf den Farmakokefalo zur 1895 erbauten, am 12. Oktober 2021 durch ein Erdbeben stark beschädigten Kapelle Agios Nikolaos (Άγιος Νικόλαος) ab, der an der Ausgrabungsstätte vorbeiführt.

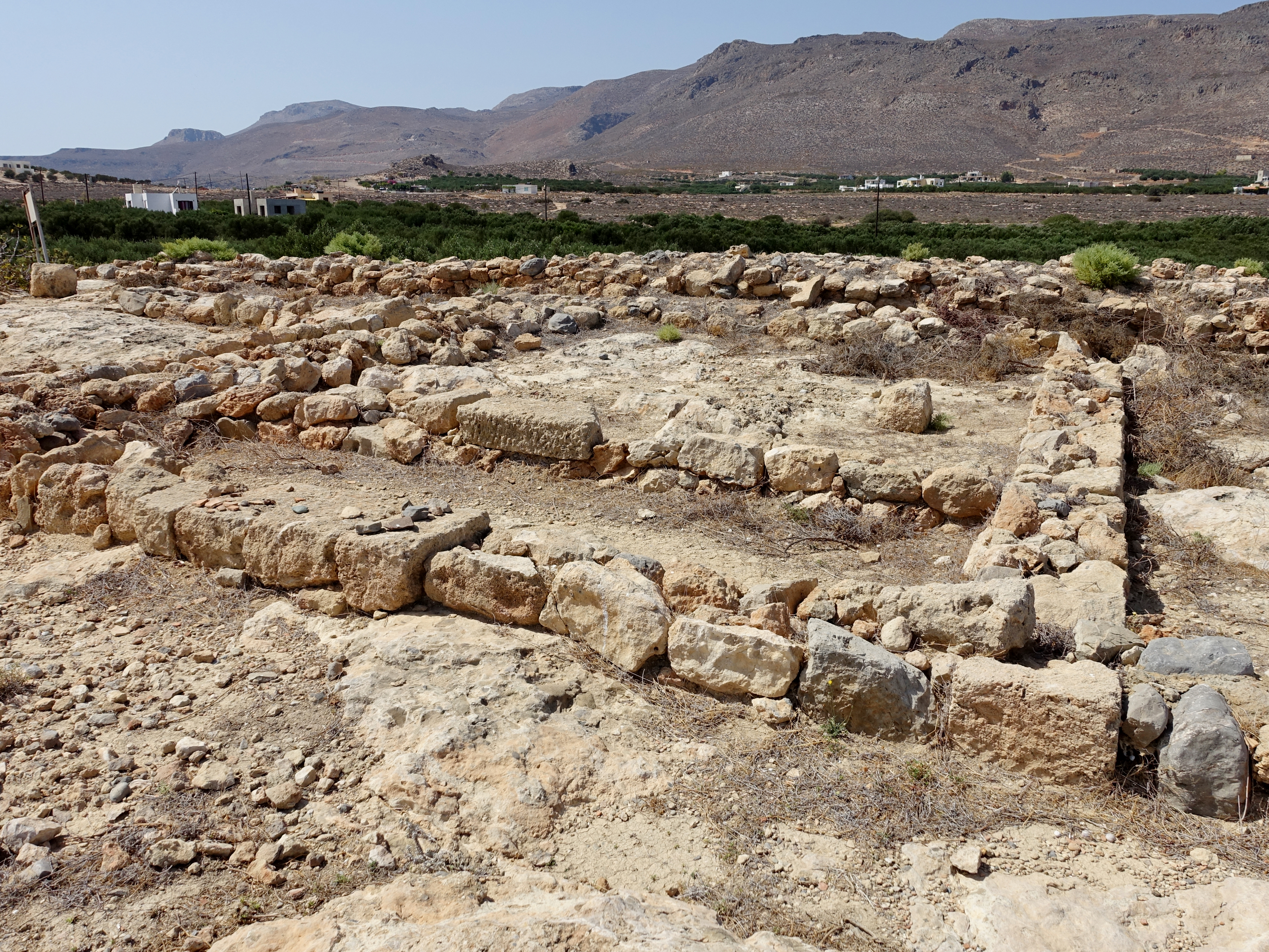
Nordwestlicher Bereich mit Resten der Umfassungsmauer

Die bereits seit dem 19. Jahrhundert bekannten Siedlungsreste auf dem Farmakokefalo wurden in den 1980er Jahren unter der Leitung von Nikos Papadakis von der Ephorie für Prähistorische und Klassische Altertümer teilweise freigelegt. Dabei handelt es sich um den nördlichen Teil des antiken Siedlungsgebietes auf dem Plateau des Hügels. Die 12.000 m² umfassende Fläche des Farmakokefalo war von einer 2,0 bis 2,5 Meter starken, aus kleinen Steinen und Mörtel errichteten Mauer umschlossen. Während sie teilweise noch bis auf etwa einen Meter Höhe erhalten ist, fehlt die Mauer am Küstenabbruch gänzlich. Unter dem Standort der Kapelle Agios Nikolaos werden die Überreste eines klassisch-hellenistischen Tempels vermutet.
Die Grabungsfunde, wie Keramik, Tonidole, Webgewichte oder gestempelte Amphorenhenkel, stammen teilweise aus dem 5. Jahrhundert v. Chr., mehrheitlich jedoch aus der Zeit vom 4. bis zum 1. Jahrhundert v. Chr. Unter den Fundstücken befanden sich auch Münzen aus Hierapytna, Chios und Rhodos sowie eine rhodische Amphore. Die Ausgrabungsstätte der in der Antike florierenden Küstensiedlung wurde mit der in historischen Quellen überlieferten Stadt Ampelos oder dem von Praisos abhängigen Ort Stalai gleichgesetzt. Die Grabungsfunde sind im archäologischen Museum von Sitia ausgestellt.

Plateau des Farmakokefalo
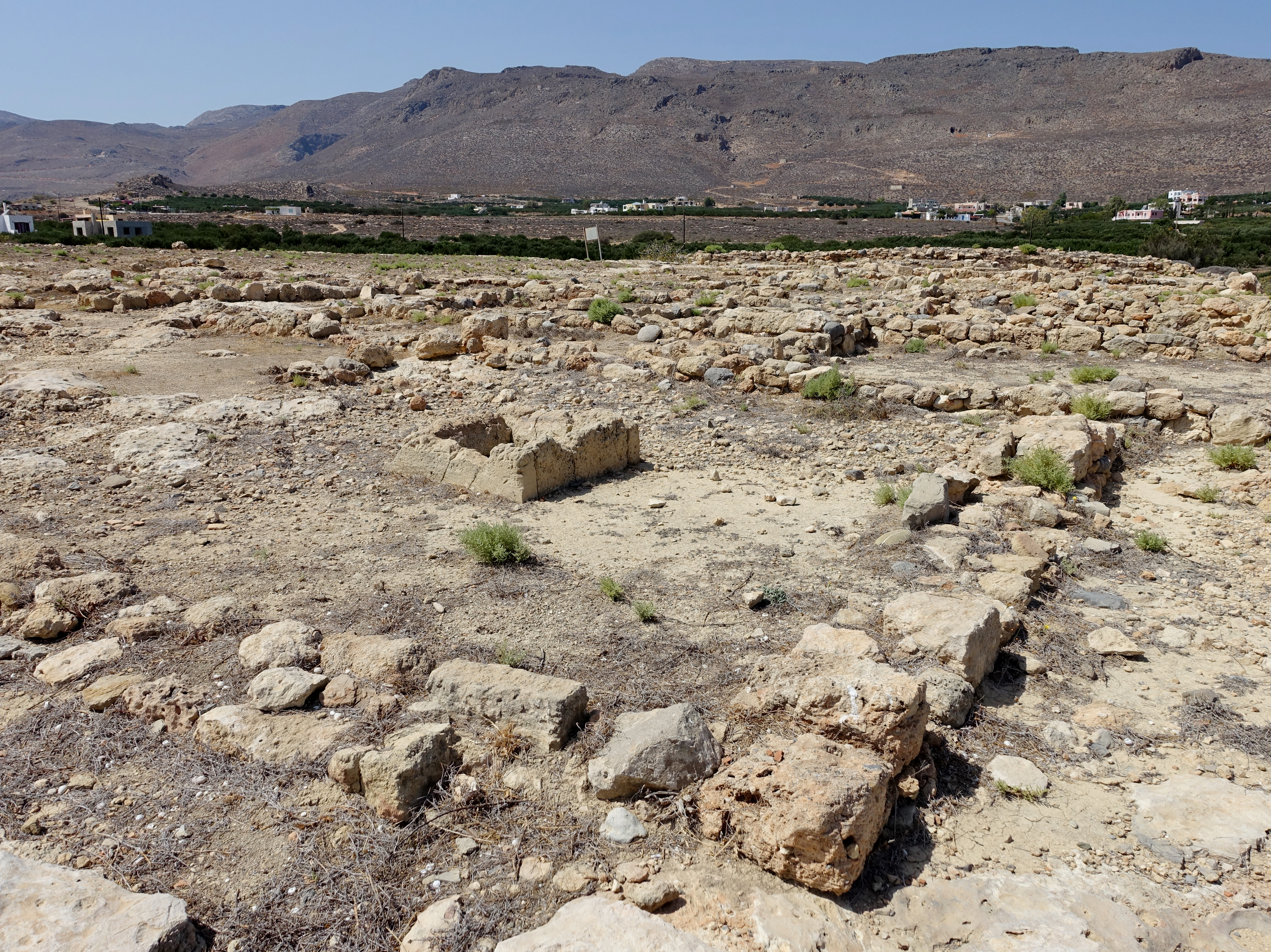
Südöstlicher Ausgrabungsbereich
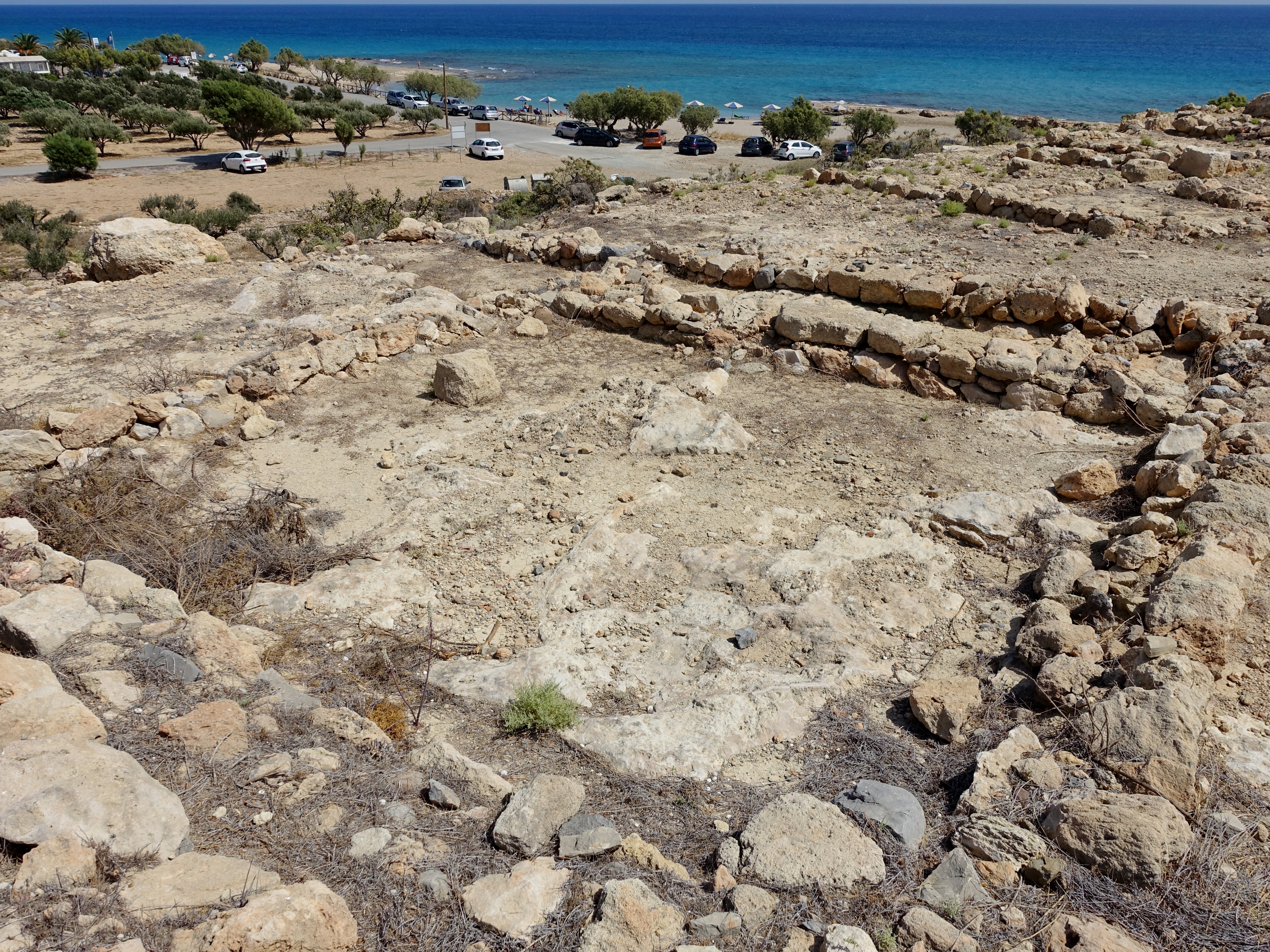
Nördlicher Ausgrabungsbereich
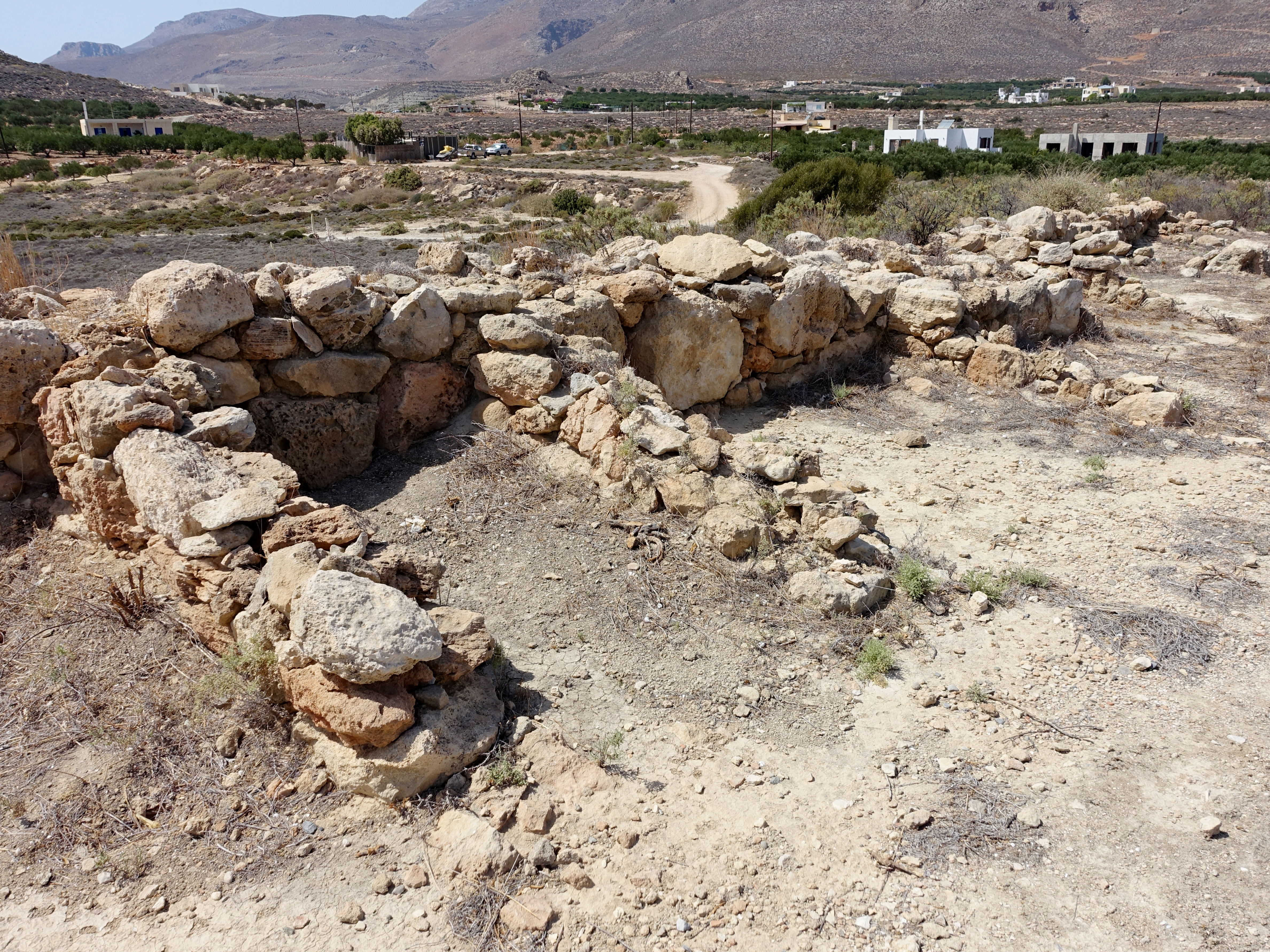
Südwestliche Mauerreste auf dem Farmakokefalo
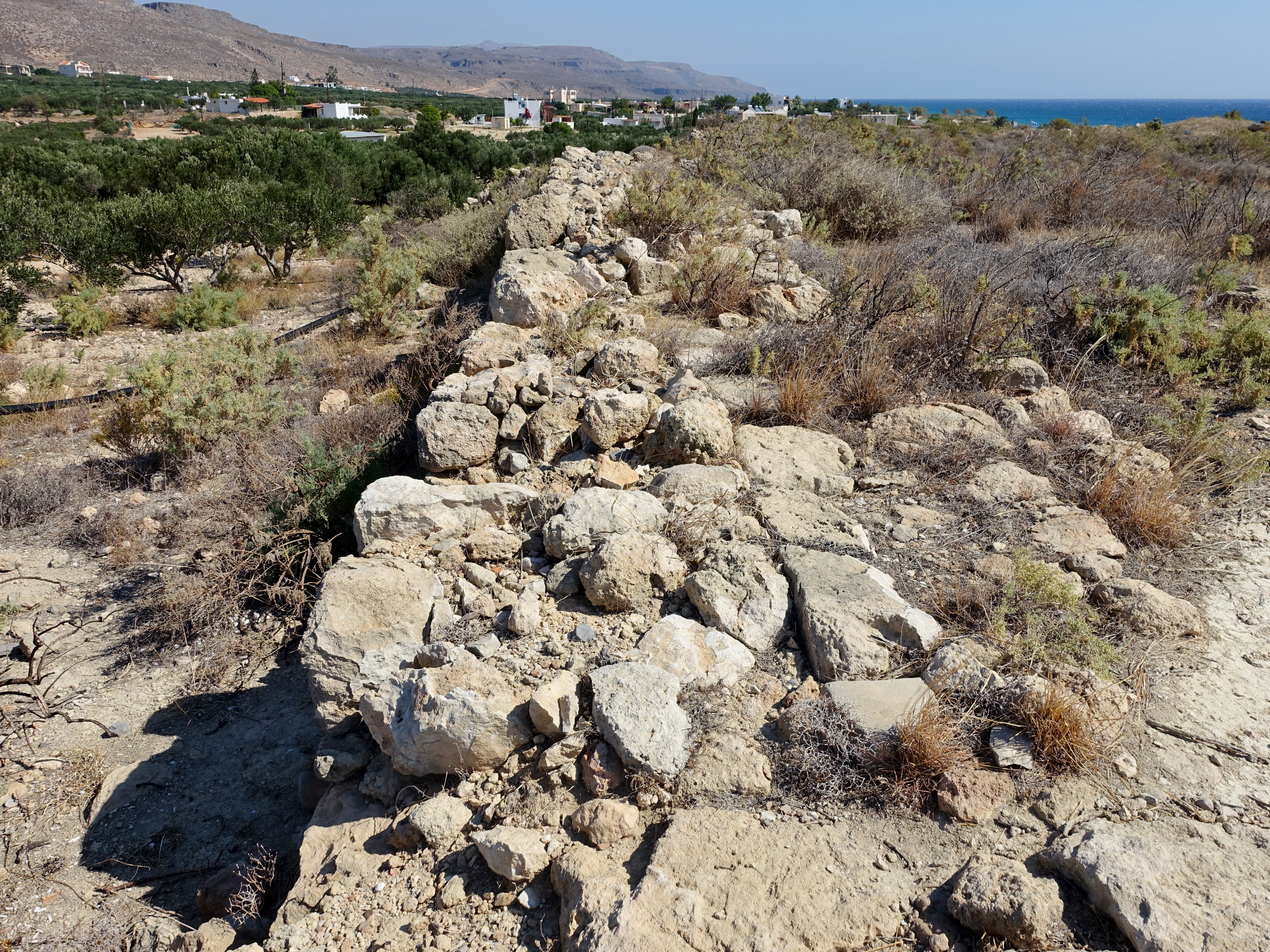
Westliche Reste der Umfassungsmauer